# Rio Gornac
O Rio Gornac é um rio da Romênia, afluente do Amaradia, localizado no distrito de Gorj.